# واگراین
واگراین (به آلمانی: Wagrain) یک منطقهٔ مسکونی در اتریش است که در ناحیه سنت یوهان ایم پونگاو واقع شده‌است. واگراین ۵۰٫۵۵۸۹ کیلومتر مربع مساحت دارد ۸۳۸ متر بالاتر از سطح دریا واقع شده‌است.